# غافين ستيفنز (دراج)
غافين ستيفنز (بالإنجليزية: Gavin Stevens) هو دراج نيوزيلندي، ولد في 23 فبراير 1960 في أوكلاند في نيوزيلندا.

## وصلات خارجية
- غافين ستيفنز على موقع أرشيف الدراجات (الإنجليزية)
- غافين ستيفنز على موقع أوليمبيديا (الإنجليزية)